# 1878
1878 (MDCCCLXXVIII) là một năm thường bắt đầu vào Thứ ba của lịch Gregory và là một năm thường bắt đầu vào Chủ Nhật của lịch Julius, năm thứ 1878 của Công nguyên hay của Anno Domini, the năm thứ 878  của thiên niên kỷ 2, năm thứ 78  của thế kỷ 19, và năm thứ  9   của thập niên 1870. Tính đến đầu năm 1878, lịch Gregory bị lùi sau 12 ngày trước lịch Julius, và vẫn sử dụng ở một số địa phương đến năm 1923. 

## Sự kiện

### Tháng 1
- 9 tháng 1 – Umberto I lên ngôi vua của Ý.

### Tháng 5
- 15 tháng 5 – Sở giao dịch chứng khoán Tōkyō được thành lập (với cái tên Tokyo Kabushiki Torihikijo).

### Tháng 9
- 20 tháng 9 – Báo viết Ấn Độ The Hindu được thành lập.

## Sinh
- 2 tháng 1 – Jaakko Mäki, nhà chính trị Phần Lan (m. 1938).[1]
- 23 tháng 3 – Henry Weed Fowler, nhà động vật học người Mỹ (m. 1965).
- 6 tháng 7 – Eino Leino, nhà thơ Phần Lan (m. 1926).[2]
- 18 tháng 12 – Iosif Vissarionovich Stalin, lãnh tụ Liên Xô (m. 1953).

## Mất
- 8 tháng 1 – Nikolay Alexeyevich Nekrasov, nhà thơ người Nga (s. 1821).[3]
- 24 tháng 1 – Pieter Bleeker, nhà ngư học người Hà Lan (s. 1819).
- 7 tháng 2 – Giáo hoàng Piô IX (b. 1792).[4]
- 7 tháng 10 – Nguyễn Phúc Miên Thần, tước phong Nghi Hòa Quận công, hoàng tử con vua Minh Mạng (s. 1817).